# Communauté de communes de l'Alsace Bossue
La Communauté de communes de l'Alsace Bossue est une structure intercommunale située dans la collectivité européenne d'Alsace. Elle compte 45 communes.

## Historique
La communauté de communes d'Alsace Bossue a été créée le 30 décembre 1998. Elle se substitue au SIVOM de l'Alsace Bossue créé en 1984. 
À la suite de l'application du schéma départemental de coopération intercommunale le 1er janvier 2017 et sa fusion avec la Communauté de communes du Pays de Sarre-Union, la communauté de communes passe de 32 à 45 communes.

### Établissements publics de coopération intercommunale limitrophes

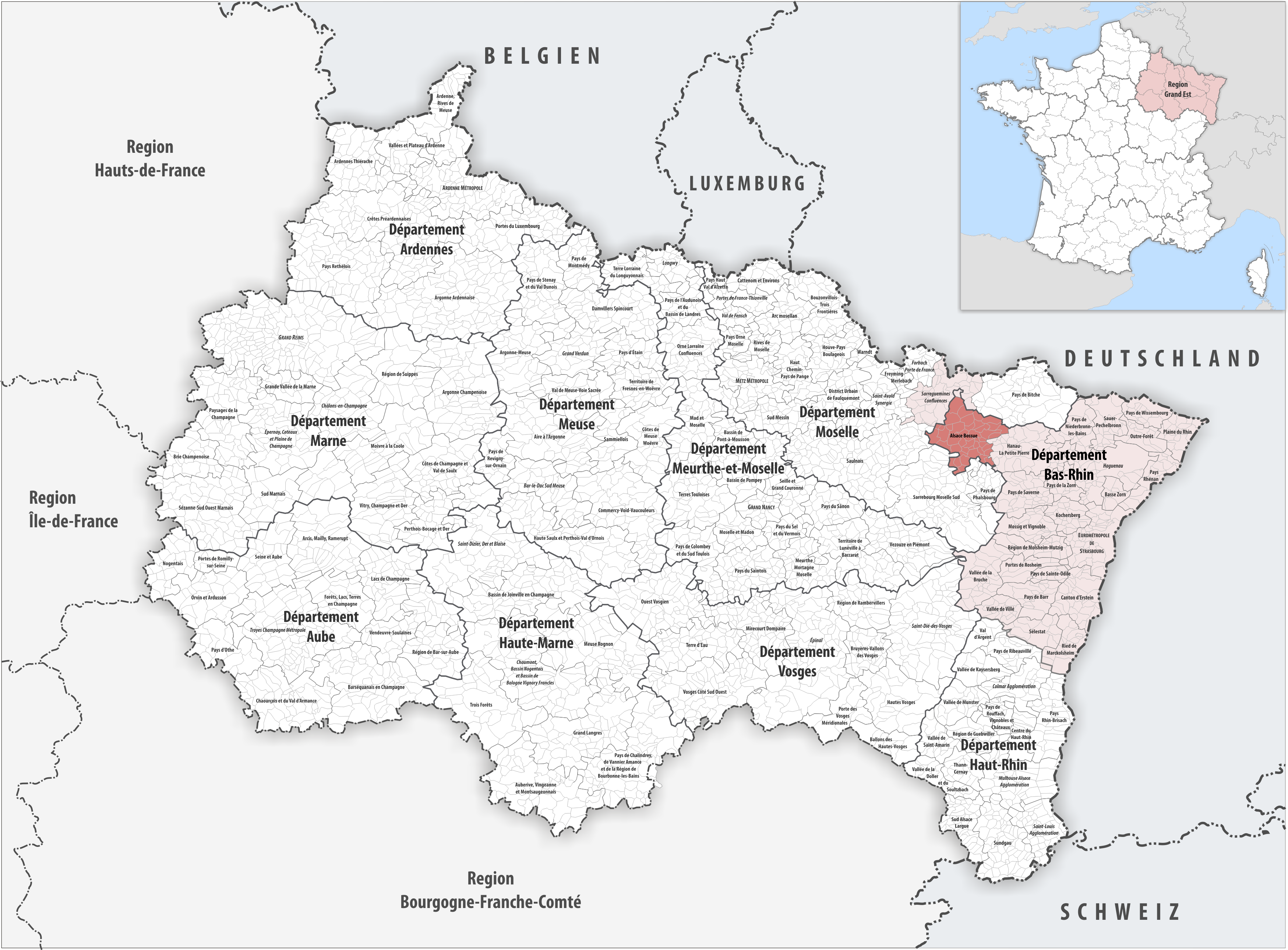
La communauté de communes de l'Alsace Bossue au sein du Grand Est.

## Composition
La communauté de communes est composée des 45 communes suivantes :

| Nom                 | Code Insee | Gentilé         | Superficie (km2) | Population (dernière pop. légale) | Densité (hab./km2) |
| ------------------- | ---------- | --------------- | ---------------- | --------------------------------- | ------------------ |
| Sarre-Union (siège) | 67434      | Sarre-Unionnais | 15,39            | 2 751 (2022)                      | 179                |
| Adamswiller         | 67002      | Adamswillerois  | 3,4              | 406 (2022)                        | 119                |
| Altwiller           | 67009      | Altwillerois    | 16,22            | 374 (2022)                        | 23                 |
| Asswiller           | 67013      | Asswillerois    | 6,02             | 269 (2022)                        | 45                 |
| Baerendorf          | 67017      | Baerendorfois   | 7,53             | 301 (2022)                        | 40                 |
| Berg                | 67029      | Bergeois        | 7,72             | 343 (2022)                        | 44                 |
| Bettwiller          | 67036      | Bettwillerois   | 4,06             | 302 (2022)                        | 74                 |
| Bissert             | 67047      | Bissertois      | 3,37             | 154 (2022)                        | 46                 |
| Burbach             | 67070      | Burbachois      | 6,34             | 279 (2022)                        | 44                 |
| Bust                | 67071      | Bustois         | 6,76             | 462 (2022)                        | 68                 |
| Butten              | 67072      | Buttenois       | 15,19            | 651 (2022)                        | 43                 |
| Dehlingen           | 67088      | Dehlingeois     | 10,02            | 344 (2022)                        | 34                 |
| Diedendorf          | 67091      | Diedendorfois   | 10,11            | 329 (2022)                        | 33                 |
| Diemeringen         | 67095      | Diemeringeois   | 8,81             | 1 585 (2022)                      | 180                |
| Domfessel           | 67099      | Domfesselois    | 6,23             | 276 (2022)                        | 44                 |
| Drulingen           | 67105      | Drulingeois     | 4,49             | 1 406 (2022)                      | 313                |
| Durstel             | 67111      | Durstellois     | 4,76             | 419 (2022)                        | 88                 |
| Eschwiller          | 67134      | Eschwillerois   | 3,49             | 174 (2022)                        | 50                 |
| Eywiller            | 67136      | Eywillerois     | 4,69             | 272 (2022)                        | 58                 |
| Gœrlingen           | 67159      | Goerlingeois    | 3,77             | 204 (2022)                        | 54                 |
| Gungwiller          | 67178      | Gungwillerois   | 1,65             | 286 (2022)                        | 173                |
| Harskirchen         | 67183      | Harskirchois    | 14,42            | 894 (2022)                        | 62                 |
| Herbitzheim         | 67191      | Herbitzheimois  | 21,73            | 1 835 (2022)                      | 84                 |
| Hinsingen           | 67199      | Hinsingeois     | 2,98             | 79 (2022)                         | 27                 |
| Hirschland          | 67201      | Hirschlandais   | 10,73            | 294 (2022)                        | 27                 |
| Keskastel           | 67234      | Keskastellois   | 18,87            | 1 486 (2022)                      | 79                 |
| Kirrberg            | 67241      | Kirrbergeois    | 6,35             | 156 (2022)                        | 25                 |
| Lorentzen           | 67274      | Lorentzenois    | 7,85             | 230 (2022)                        | 29                 |
| Mackwiller          | 67278      | Mackwillerois   | 9,02             | 525 (2022)                        | 58                 |
| Oermingen           | 67355      | Oermingeois     | 14,63            | 1 098 (2022)                      | 75                 |
| Ottwiller           | 67369      | Ottwillerois    | 5,09             | 245 (2022)                        | 48                 |
| Ratzwiller          | 67385      | Ratzwilleriens  | 8,72             | 235 (2022)                        | 27                 |
| Rauwiller           | 67386      | Rauwillerois    | 4,89             | 224 (2022)                        | 46                 |
| Rexingen            | 67396      | Rexingeois      | 2,32             | 202 (2022)                        | 87                 |
| Rimsdorf            | 67401      | Rimsdorfois     | 6,07             | 294 (2022)                        | 48                 |
| Sarrewerden         | 67435      | Sarrewerdenois  | 16,73            | 820 (2022)                        | 49                 |
| Schopperten         | 67456      | Schoppertains   | 4,19             | 412 (2022)                        | 98                 |
| Siewiller           | 67467      | Siewillerois    | 6,2              | 381 (2022)                        | 61                 |
| Thal-Drulingen      | 67488      | Thaliens        | 5,25             | 189 (2022)                        | 36                 |
| Vœllerdingen        | 67508      | Vœllerdingeois  | 13,05            | 419 (2022)                        | 32                 |
| Volksberg           | 67509      | Volksbergeois   | 9,45             | 352 (2022)                        | 37                 |
| Waldhambach         | 67514      | Waldhambachois  | 12,59            | 611 (2022)                        | 49                 |
| Weislingen          | 67522      | Weislingeois    | 7,01             | 545 (2022)                        | 78                 |
| Weyer               | 67528      | Weyerois        | 11,58            | 515 (2022)                        | 44                 |
| Wolfskirchen        | 67552      | Wolfskirchois   | 10,48            | 338 (2022)                        | 32                 |

### Pôle d'équilibre territorial et rural
La communauté de communes, conjointement avec les communautés de communes de Hanau-La Petite Pierre et du Pays de Saverne forme le pôle d'équilibre territorial et rural (PETR) Pays de Saverne plaine et plateau.

## Démographie
| 1968   | 1975   | 1982   | 1990   | 1999   | 2006   | 2011   | 2016   | 2022   |
| ------ | ------ | ------ | ------ | ------ | ------ | ------ | ------ | ------ |
| 24 737 | 24 893 | 24 838 | 24 712 | 25 107 | 25 198 | 25 267 | 24 763 | 23 966 |

## Administration
La communauté de communes d'Alsace Bossue a son siège à Sarre-Union.

## Transports
La communauté de communes est devenue autorité organisatrice de la mobilité (AOM).
La contestation face au projet routier A4 (Lorentzen)-Bitche prend forme.

### Impact énergétique et climatique

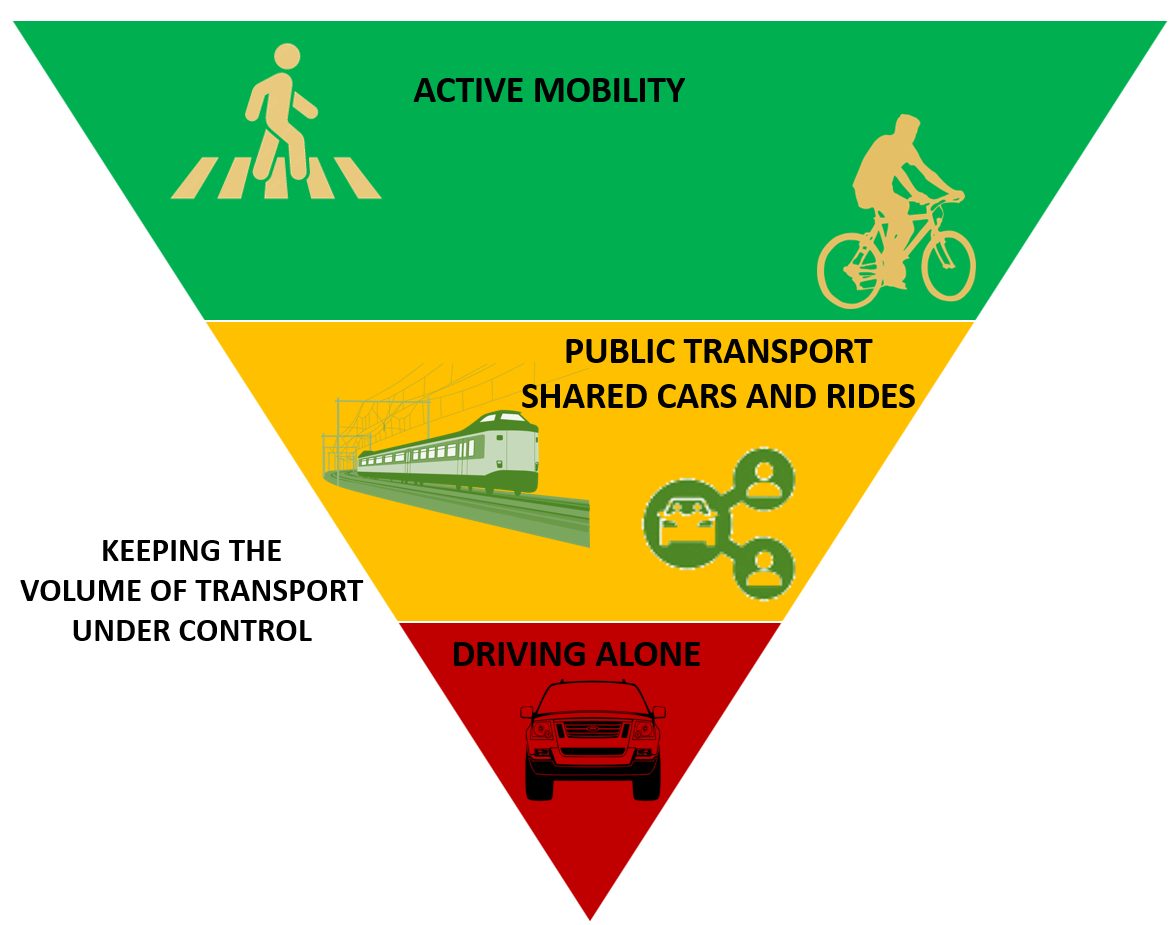
Pyramide de la mobilité, proposée par le projet européen Share North.

| -                              | Transports routiers | Autres transports |
| ------------------------------ | ------------------- | ----------------- |
| Carburant (GWh)                | 320                 | 1                 |
| Électricité (GWh)              | 0                   | 0                 |
| Gaz à effet de serre (ktéqCO2) | 80                  | 0                 |

## Environnement
Le parc éolien de Dehlingen constitué de 5 éoliennes, les premières d'Alsace, affiche une puissance totale de 12,5 mégawatts, ce qui représente la consommation de 7 000 personnes. En novembre 2017, un nouveau parc éolien constitué de 5 éoliennes est mis en service à Herbitzheim, non loin du premier. D'une puissance totale de 10 mégawatts, cela représente la consommation de 7 500 ménages.

### Déchets
La décharge d'Eschwiller est fermée en 2009.

### Énergie et climat
Dans le cadre du schéma régional d'aménagement, de développement durable et d'égalité des territoires (SRADDET) du Grand Est, ATMO Grand Est tient à jour les statistiques énergétiques  des établissements publics de coopération intercommunale de la collectivité européenne d'Alsace sous forme de diagramme de flux.
L'énergie finale annuelle, consommée en 2021, est exprimée en gigawatts-heures,.
| -                          | GWh |
| -------------------------- | --- |
| Électricité                | 145 |
| Carburants ou combustibles | 694 |
| Chaleur primaire           | 42  |

L'énergie produite en 2021 est également exprimée en gigawatts-heures.
| -                          | GWh |
| -------------------------- | --- |
| Électricité                | 47  |
| Carburants ou combustibles | 183 |
| Chaleur primaire           | 40  |

Les gaz à effet de serre sont exprimés en kilotonnes équivalent CO2.
| -                     | ktéqCO2 |
| --------------------- | ------- |
| Liées à l'énergie     | 147     |
| Non liées à l'énergie | 83      |